# Гней Корнелий Патерн
Гней Корнелий Патерн (лат. Gnaeus Cornelius Paternus) — римский государственный деятель первой половины III века.

## Биография
О происхождении и карьере Патерна сохранилось мало сведений. Однозначно известно, что в 233 году он занимал должность ординарного консула вместе с Луцием Валерием Клавдием Ацилием Присциллианом Максимом. По всей видимости, после этого он находился на постах проконсула Африки (или Азии) и префекта Рима, но точно датировать эти позиции нет возможности.
Его сестрой, возможно, была Корнелия (Аквилия?) Оптата Флавия, супруга Луция Овиния Пакациана.